# بيتر بيرغن
بيتر بيرغن (بالإنجليزية: Peter Bergen)‏ (12 ديسمبر 1962 -) صحفي أمريكي، ومؤلف، ومنتج أفلام وثائقية، ومحلل الأمن القومي في سي إن إن. معروف في المقام الأول بإجرائه أول مقابلة تلفزيونية مع أسامة بن لادن في عام 1997. وهي المقابلة التي بُثت على سي إن إن، وأعلن فيها أسامة بن لادن الحرب ضد الولايات المتحدة.
ألف بيرغن سبعة كتب عن أسامة بن لادن والحرب في أفغانستان، وهي: كتاب «الحرب المُقدسة المتحدة: داخل العالم السري لأسامة بن لادن» (2001)، و«أسامة بن لادن الذي أعرفه: تاريخ شفهي لزعيم القاعدة» (2006)، و«أطول حرب: ديمومة الصراع بين أمريكا والقاعدة» (2011)، و«المطاردة: السنوات العشر في البحث عن بن لادن منذ 9/11 حتى أبوت آباد» (2012)، و«طالبستان» (2013)، و«حروب الطائرات بدون طيار» (2014)، و«الولايات المتحدة الجهادية» (2016). ثلاثة من هذه الكتب كانت ضمن قائمة نيويورك تايمز  للكتب الأكثر مبيعا، وأربعة منها كانت ضمن  قائمة  واشنطن بوست لأفضل الكتب غير الخيالية، وبعضها تُرجم إلى عشرين لغة.

## روابط خارجية
- بيتر بيرغن على موقع IMDb (الإنجليزية)
- بيتر بيرغن على موقع قاعدة بيانات الفيلم (الإنجليزية)